# Коні-Айленд (фільм, 1917)
«Ко́ні-А́йленд» (англ. «Coney Island») — американська короткометражна комедія Роско Арбакла 1917 року.

## Сюжет
День розваг в Коні-Айленді. Фатті, втікши від буркотливої дружини, пустився у флірт, до того ж опинився в жіночому одязі.

## У ролях
- Роско «Товстун» Арбакл — Фатті
- Джо Бордо — Чоловік-Кувалда
- Бастер Кітон — суперник / поліцейський з вусами
- Еліс Лейк
- Еліс Манн
- Ан'єс Нілсон